# Williamstown (Massachusetts)
Williamstown – miasto w Stanach Zjednoczonych, w stanie Massachusetts, w hrabstwie Berkshire. Siedziba Williams College, najlepszego college'u w USA w swojej kategorii według rankingów Forbes i U.S. News & World Report. Mieści się tu także znane muzeum Sterling and Francine Clark Art Institute. Latem popularna miejscowość turystyczna, ze względu na okoliczne góry i odbywający się w lipcu i sierpniu Williamstown Theatre Festival, prezentujący produkcje przeniesione z Broadwayu lub przygotowujące się do przeniesienia na Broadway.